# Курла
Курла — село в Лакськаому районі Дагестану.
Розташоване на відстані 6 км від райцентру, на схилі гори Маччайна-Зунтту.
На одному з цвинтарів села на могилі чоловіка на ім'я Ачагавалі стоїть камінь з написом «1307 рік від народження Христа».
В 1886 році в селі налічувалось 82 двори. В 1914 році тут мешкало 407 осіб. А в 1929 році був 81 двір та 262 мешканці.